# ユーモレスク
ユーモレスク（フランス語: humoresque）は、ロマン派音楽の楽種の一つである。フモレスケ（ドイツ語: Humoreske）、あるいは複数形でフモレスケン（ドイツ語: Humoresken）とも呼ばれる。
自由な形式の性格的小品の一種で、実質的に「奇想曲」と同義語である。滑稽な、あるいは気紛れな曲想が特徴的な楽曲を指す。
著名な作品として、アントニーン・ドヴォルザークの『8つのユーモレスク』（第7曲が有名）、シューマンの『フモレスケ』などがある。